# Edward Codrington
Sir Edward Codrington, född 27 april 1770, död 28 april 1851, var en brittisk sjömilitär. Han var far till William John Codrington.
Codrington blev officer 1793, konteramiral 1814, viceamiral 1821 och chef för medelhavsflottan 1826. Under grekiska frihetskriget besegrade Codrington i spetsen för en engelsk-fransk-rysk flotta den turkiska flottan i slaget vid Navarino. 1831 blev Codrington chef för kanalflottan, och var 1837-1842 högste befälhavare i Portsmouth.